# Phyllanthus omahakensis
Phyllanthus omahakensis là một loài thực vật có hoa trong họ Diệp hạ châu. Loài này được Dinter & Pax miêu tả khoa học đầu tiên năm 1910.